# Aílton Almeida
Aílton José Almeida (født 20. august 1984) er en brasiliansk tidligere fodboldspiller, der i sin aktive karriere bl.a. spillede for svenske Örgryte, danske F.C. København og cypriotiske APOEL som angriber. 

## Biografi
Aílton indledte sin europæiske karriere i den svenske klub Örgryte IS som led i et samarbejde med den brasilianske klub Clube Atlético Mineiro. Aílton skrev den 18. august 2006 under på en kontrakt med F.C. København – med virkning fra den 1. januar 2007 – hvor han overtog det tidligere trøjenummer fra klubbens forhenværende brasilianer Alvaro Santos. Han scorede sit første Superliga-mål mod Odense Boldklub den 15. april 2007 på et saksespark. Han vandt i sin første sæson DM-titlen med klubben. Ailton var SAS Ligaens dyreste køb i historien med 21 mio kr.
Han fik sit store gennembryd i 2008/2009 sæsonen, hvor han viste sit store potentiale. Det blev til 11 mål i sæsonen.
Den 27. juli 2010 offentliggjorde FC København, at klubben havde solgt Aílton for ca. 6 millioner kroner til den cypriotiske klub APOEL Nicosia FC, der året forinden havde slået F.C. København ud af Champions League. Aílton opnåede at spille i alt 139 kampe for F.C. København inden skiftet til APOEL. Aílton fik en tre-årig kontrakt i APOEL, men efter to sæsoner, der bl.a. sensationelt bragte klubben i kvartfinalerne i 1/4-dels finalerne i UEFA Champions League 2011-12, skiftede Aílton i september 2012 til den russiske klub Terek Grozny. Transfersummen blev oplyst at være ca. 2,2 mio Euro.
Senere i karrieren har Ailton spillet for flere klubber i Mellemøsten, senest Al Dhafra i Qatar.
Ailton har to gange spillet for det Brasiliens U-20 fodboldlandshold

## Ekstern kilde/henvisning
- Aílton Almeidas spillerprofil hos Sveriges fodboldforbund (svensk)
- Aílton Almeidas spillerprofil på Transfermarkt (engelsk)
- Aílton Almeidas profil på WorldFootball.net (engelsk)
- Aílton Almeidas profil hos FootballDatabase.eu (engelsk)
- Aílton Almeidas spillerprofil på Soccerway (engelsk)
- Aílton Almeidas profil på Zero Zero (engelsk)
- Spillerstatistik på FC Københavns hjemmeside Arkiveret 21. september 2009 hos  Wayback Machine
- Spillerprofil på APOEL Nicosias hjemmeside